# Ula (fiume)
La Ula (in bielorusso Ула?) è un fiume della Bielorussia, affluente di sinistra della Dvina occidentale. Scorre nella regione di Vicebsk.

## Descrizione
Ha origine dal lago Lepel'skae, nella città di Lepel'. Scorre in direzione orientale, poi settentrionale, nelle pianure Verchnejarėzinskaja, Čašnickaja e in quella di Poloc. Attraversa la città di Čašniki. Sfocia nella Dvina occidentale nella città agricola di Ula. La lunghezza del fiume è di 123 km, l'area del bacino idrografico è di 4 090 km². La larghezza è di circa 30 m, in alcuni tratti arriva a 50 m. La portata media annua dell'acqua alla foce è di 25,4 m³/s.
I maggiori affluenti sono la Usvejka (lungo 116 km) e la Svečanka (84 km), ambedue provenienti dalla destra idrografica.

## Storia
Durante la guerra di Livonia nel 1564, vicino al fiume, presso Čašniki, le truppe del Granducato di Lituania sconfissero le truppe russe. Durante la battaglia morì il governatore Pëtr Ivanovič Šujskij. Nella storia, questa battaglia è conosciuta come la battaglia di Ula (o battaglia di Čašniki).